# Periboeum umbrosum
Periboeum umbrosum är en skalbaggsart som beskrevs av Pierre Émile Gounelle 1909. Periboeum umbrosum ingår i släktet Periboeum och familjen långhorningar. Inga underarter finns listade i Catalogue of Life.